# Râul Lișcov, Horincea
Râul Lișcov este un curs de apă, afluent al râului Horincea. 